# Mila (låt)
Mila är en låt framförd av den serbiske sångaren Stefan Zdravković. Låten, som är skriven av Dušan Bačić, representerade Serbien i Eurovision Song Contest 2025 i Basel i Schweiz. Bidraget gick inte vidare till final.